# Gornji Kuršanec
Gornji Kuršanec (mađ.: Felsőzrínyifalva, prek.: Zgornji Küršanci) je naselje u Republici Hrvatskoj, u sastavu Općine Nedelišće, Međimurska županija. 
U blizini Gornjeg Kuršanca, na području lovišta zvanog Kuršanečki lug poginuo je hrvatski ban Nikola VII. Zrinski 18. studenoga 1664. U spomen na njegovu tragičnu pogibiju 18. studenoga 1994. godine postavljen mu je spomenik u Gornjem Kuršancu.

## Stanovništvo
Prema popisu stanovništva iz 2021. godine, naselje je imalo 795 stanovnika te 235 obiteljskih kućanstava.
| broj stanovnika |       |       |       |       |       |       |       |       |       | 84    | 242   | 626   | 569   | 720   | 755   | 793   | 797   |
|                 | 1857. | 1869. | 1880. | 1890. | 1900. | 1910. | 1921. | 1931. | 1948. | 1953. | 1961. | 1971. | 1981. | 1991. | 2001. | 2011. | 2021. |